# Відчайдушні напарники
Відчайдушні напарники (англ. Skiptrace) — комедійний бойовик 2016 року режисера Ренні Гарліна, відомого за фільмами «Міцний горішок 2» та «Угода з дияволом» та Джекі Чаном у головній ролі.

## Сюжет
Сюжет картини переносить нас в Гонконг, де головний герой служить у поліції. Він кришталево чесний і принциповий. Там, де інші копи не гребують хабарем і можуть закрити очі на дрібний злочин, Бенні Блек ніколи не йде на угоду з совістю. Його життєве кредо — Закон і честь.
І ось вже багато років герой йде по сліду невловимого злочинця по імені Віктор Вонг. Але які б докази не збирав чесний поліцейський, спіймати й посадити його ніяк не вдається. Безжалісний бандит майстерно обходить усі пастки і завжди йде з-під носа Бенні Блека.
Але герой Джекі Чана — хлопець не промах, все ж він наближається до гангстероа впритул. І заповітна мить близька… Але Доля робить спритний поворот не на користь копа. Зникає його племінниця Баї. Куди поділася дівчина — невідомо. Але Блеку дають знати: вона в руках того самого невловимого злочинця. А викрали Баї підручні Віктора Вонга. Такого удару Бенні не очікував. Як молода дівчина може бути замішана в криміналі? Яким чином це нерозумне дитя примудрилося перейти доріжку злочинному синдикату?
Як би те не було, виручати племінницю доводиться дядечкові. Але здійснити таке самостійно, та ще й в наскрізь корумпованому відділі поліції, неможливо. Потрібен сторонній чоловік. І такою фігурою стає американець — гравець, головним недоліком якого є надмірна балакучість. Але саме я якість, в кінцевому підсумку, і зіграє на користь тандему. Парочка вирушає на пошуки Баї.
Багато пригод чекають на героїв. Їм належить об'їздити півсвіту в пошуках невловимої банди з Вонгом на чолі. Блек з напарником покинуть Гонконг, будуть задихатися від спеки пустелі Гобі, але наздоженуть мафіозне угруповання тільки в далекому Сибіру.

## В ролях
| Актор           | Роль                      |
| --------------- | ------------------------- |
| Джекі Чан       | Бенні Блек                |
| Джонні Ноксвілл | Коннор Воттс              |
| Фань Бінбін     | Бай                       |
| Ерік Цан        | Юн                        |
| Ів Торрес       | Даша                      |
| Вінстон Чао     | Віктор Вонг               |
| Йонн Джон-хун   | Віллі                     |
| Ши Ши           | Леслі                     |
| Майкл Вон       | капітан Танг              |
| Ділан Ко        | Есмонд                    |
| Чжан Ланьсінь   | Тінг Тінг                 |
| Сара Форсберг   | Наталья                   |
| Михайло Горевий | Діма                      |
| Чарлі Роус      | Сергій                    |
| Джей Дей        | Володимир                 |
| Річард Нг       | китайський водій автобусу |